# Proton Satria
Der Proton Satria (auch Proton 300 und Proton Compact) war eine Schräghecklimousine, die der malaysische Automobilhersteller Proton von 1993 bis 2005 baute. Der Nachfolger, intern Satria Replacement Model genannt, wurde als Proton Satria Neo am 16. Juni 2006 vorgestellt. Der Name „Satria“ bedeutet auf Bahasa Malaysia als Lehnwort aus dem Sanskrit „Ritter“ und sollte auf die Sportlichkeit des dreitürigen Wagens hinweisen.

## Satria / 300 (1993–2005)
Die erste Generation des Satria war eine dreitürige Schräghecklimousine, die auf dem Mitsubishi Mirage von 1991 basierte. Die Veränderungen beschränkten sich auf die Gestaltung der Fahrzeugfront und die Tatsache, dass die Innenraumausstattung vom größeren Wira / 400 übernommen wurde. Dem Antrieb dienten die Orion-Motoren 4G13p und 4G15p mit 12 Ventilen von Mitsubishi, Vierzylinder-Reihenmotoren mit Hubräumen von 1,3 oder 1,5 Liter. Außerdem gab es den 4G9-Motor vom gleichen Hersteller, ebenfalls ein Vierzylinder, aber mit einer obenliegenden Nockenwelle, 16 Ventilen und 1,6 l Hubraum. Während der 1,3 l nur mit manuellem Fünfganggetriebe erhältlich war, gab es den 1,5-Liter und den 1,6-Liter-16V auf Wunsch auch mit drei- oder vierstufigem Automatikgetriebe.
Die Ausstattungsstufen hießen LSi, GLi, GLSi und SEi. Die LSi-Ausstattung gab es nur in Verbindung mit dem 1,3 l-Motor. Den GLi gab es mit 1,3- oder 1,5 l-Motor, während die beiden höheren Ausstattungsvarianten wahlweise mit 1,5 Liter- oder dem 1,6 Liter-16V-Motor geliefert wurden. 
1996 wurde in Malaysia eine überarbeitete Version vorgestellt, die später auch in anderen Ländern erhältlich war und deren Heckansicht sich von der des Mitsubishi Mirage unterschied. Es gab die neuen Ausstattungsvarianten XLi, S XLi und GTi. Auch gab es neue Motoren mit 1,3 l, 1,5 l und 1,6 l-16V.
In Europa (außer Großbritannien) wurde der Satria von 1996 bis 2001 als Proton 300-Serie verkauft. Die Modelle wurden je nach Hubraum benannt. So gab es etwa den 313, 315 oder 316 mit entsprechend 1,3, 1,5 oder 1,6 Liter Hubraum. Im Jahr 1999 und 2000 gab es die Sonderedition „Yellow“ bzw. „Yellow 2“ für die Modelle 313 und 316 GLSi, die unter anderem Front- und Heckspoiler und Recaro-Sportsitze umfasste.

### Satria GTi
Der Satria Sports GTi besaß einen 1,8 l-Vierzylinder-Reihenmotor von Mitsubishi, der 138 PS (102 kW) leistete und auch im Mitsubishi Lancer GSR eingebaut war, allerdings ohne Turbolader und mit erhöhter Verdichtung. 
Dieses Modell wurde später von Lotus Engineering weiterentwickelt, wobei der Motor so verändert wurde, dass er nun 141 PS (104 kW) abgab. Die Höchstgeschwindigkeit lag bei 204 km/h.
Auch setzte Lotus eine aerodynamisch verbesserte Karosserie ein. In Großbritannien trug dieses Sondermodell ein Lotus-Emblem unter der Typenbezeichnung Proton Satria GTi. Proton gibt an, dass der Satria GTi das schnellste Auto ist, das sie jemals bisher gebaut haben.
Die MMC-(Mitsubishi Motor Company)-Version wurde von Beginn im Jahre 1999 an bis 2002 gebaut. Die VDO-(Siemens)-Version, die etwas weniger Leistung und kleinere Probleme mit dem Kaltstart gehabt haben soll, wurde 2002 bis 2005 gebaut, als Proton die Produktion einstellte.

### Satria R3
Der Proton Satria R3 war ein Sondermodell des Satria, das nur in Malaysia angeboten wurde. Die Bezeichnung R3 steht für Race, Rallye, Research. Der R3 war ein von Protons Rennabteilung und Lotus überarbeiteter Satria GTi. Auch er besaß den 4G93p-Motor von Mitsubishi mit 1,8 l Hubraum, der allerdings von Lotus geringfügig verbessert wurde. Der Aufbau wurde durch ein doppelt verschweißtes Monocoque-Fahrgestell mit Stabilisatoren hinten und vorne aufgewertet.

### Bildergalerie

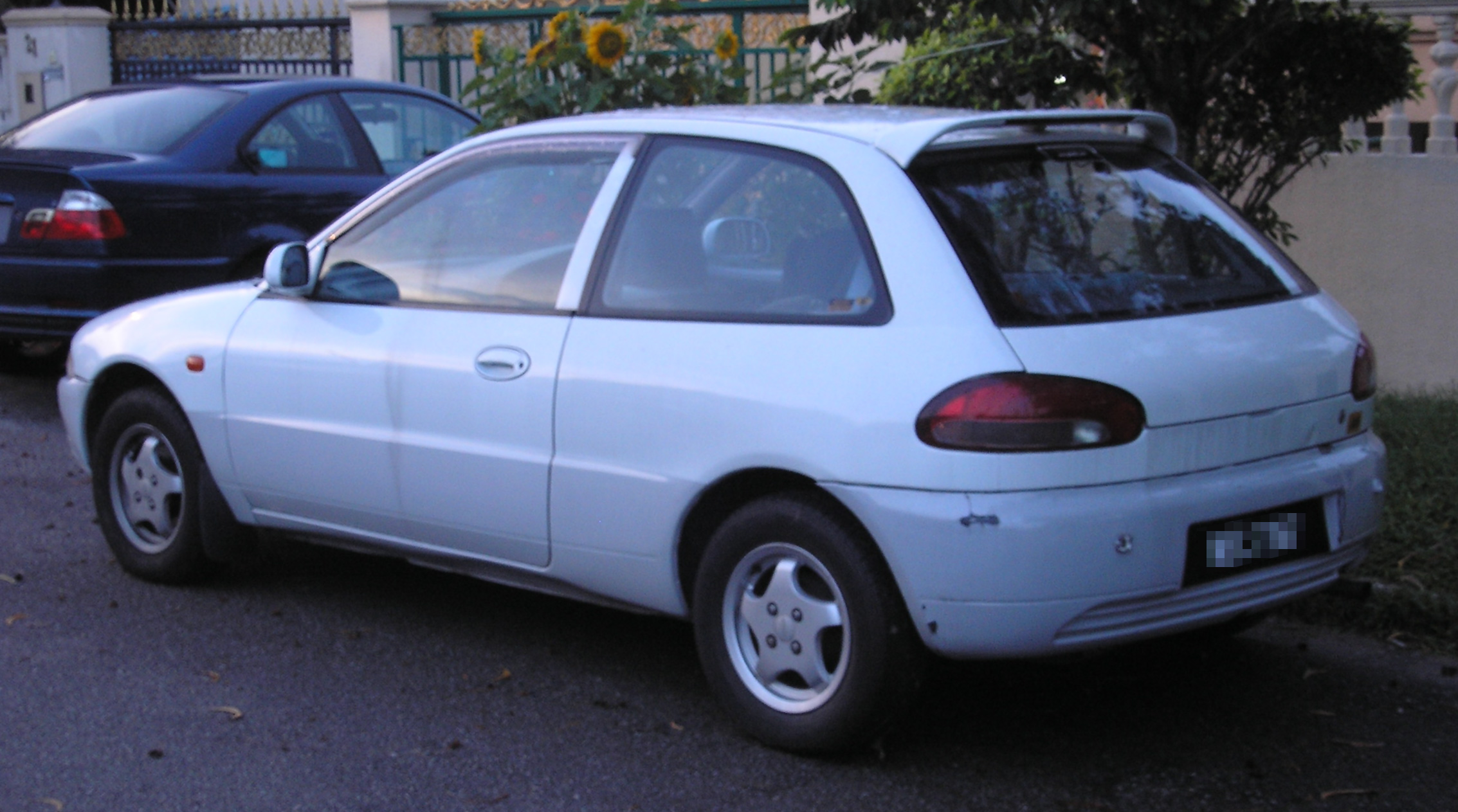
Heckansicht
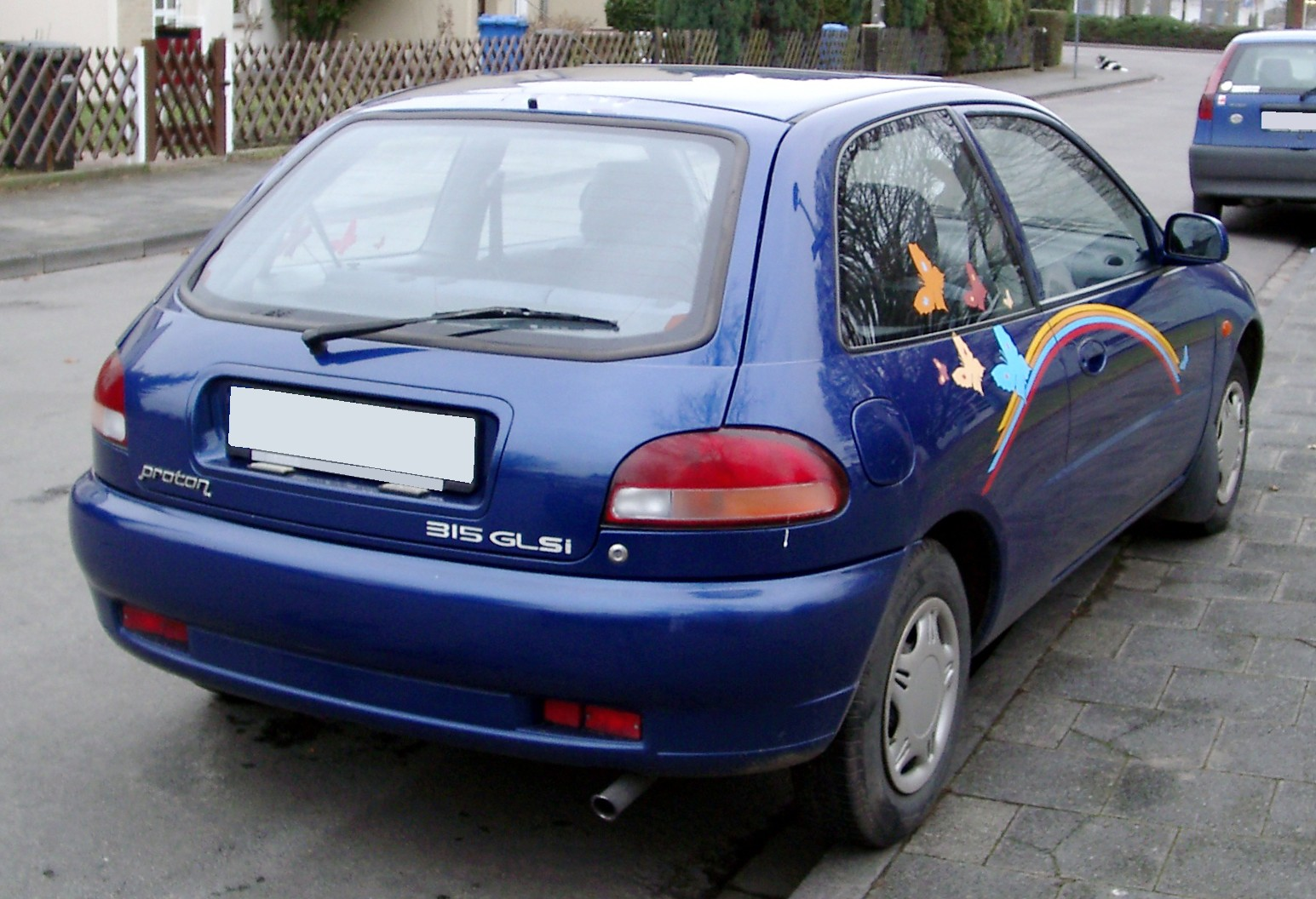
Proton 315 GLSi (1996–2001, Heckansicht)
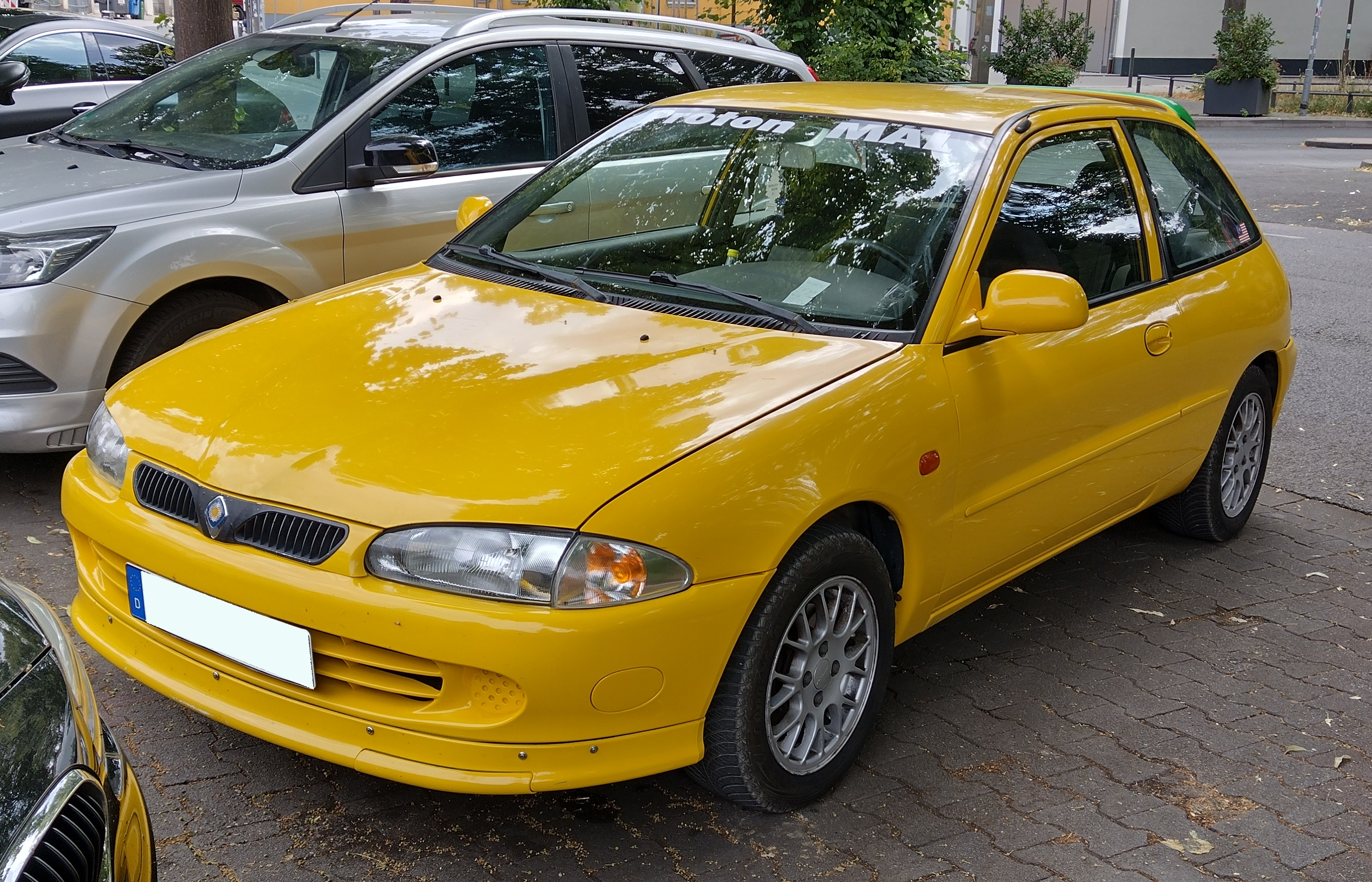
Proton 316 GLSi Yellow 2 Edition (2000)
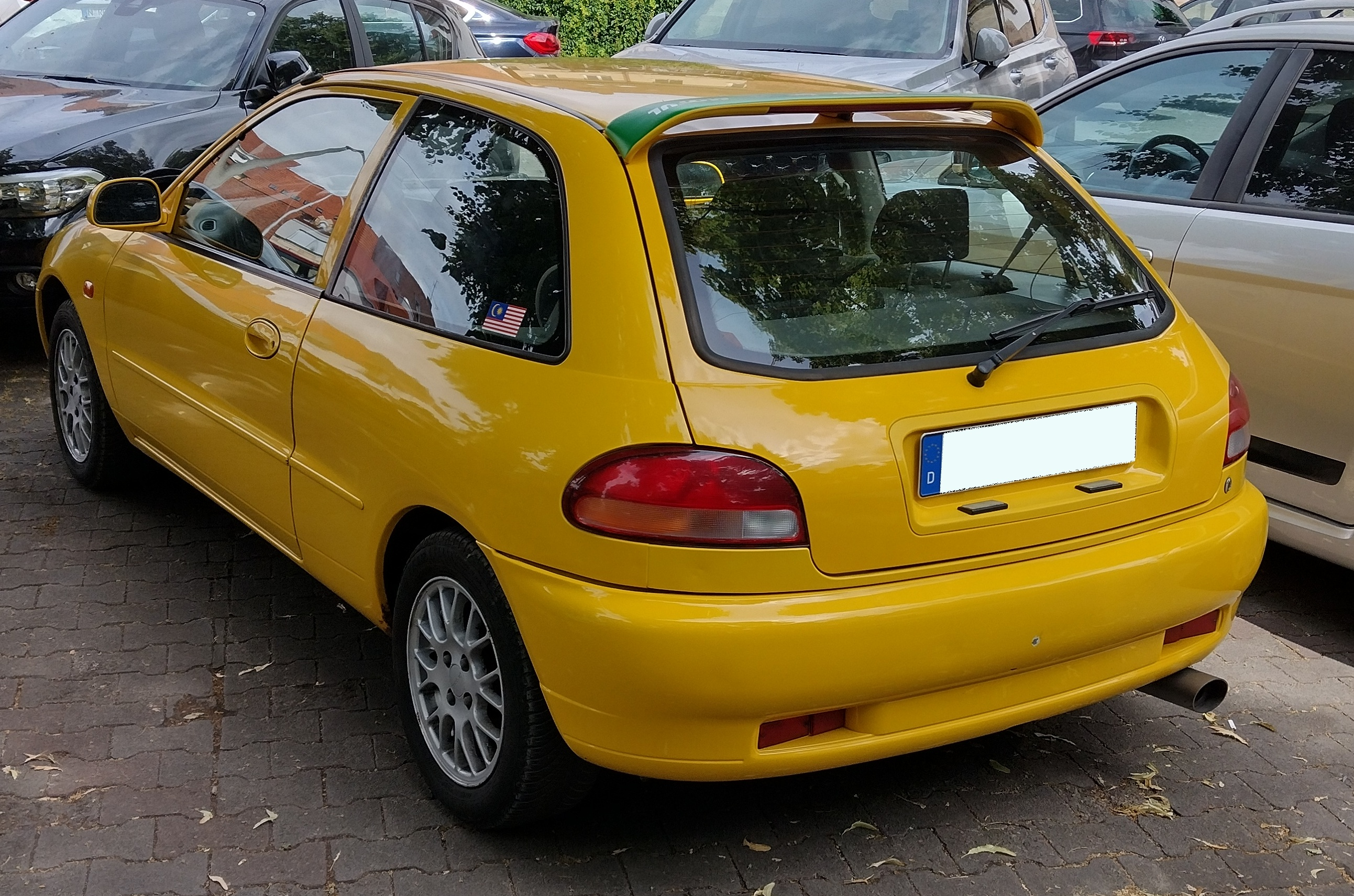
Heckansicht
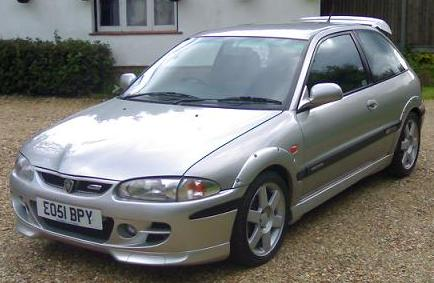
Proton Satria GTi (1999–2002)
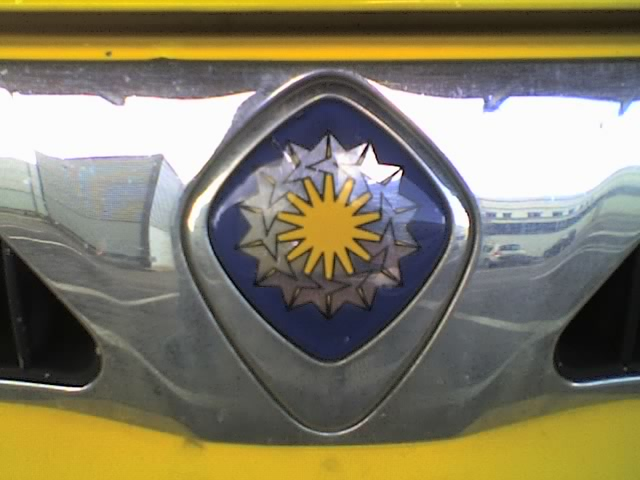
Emblem

## Satria Neo (2006–2015)

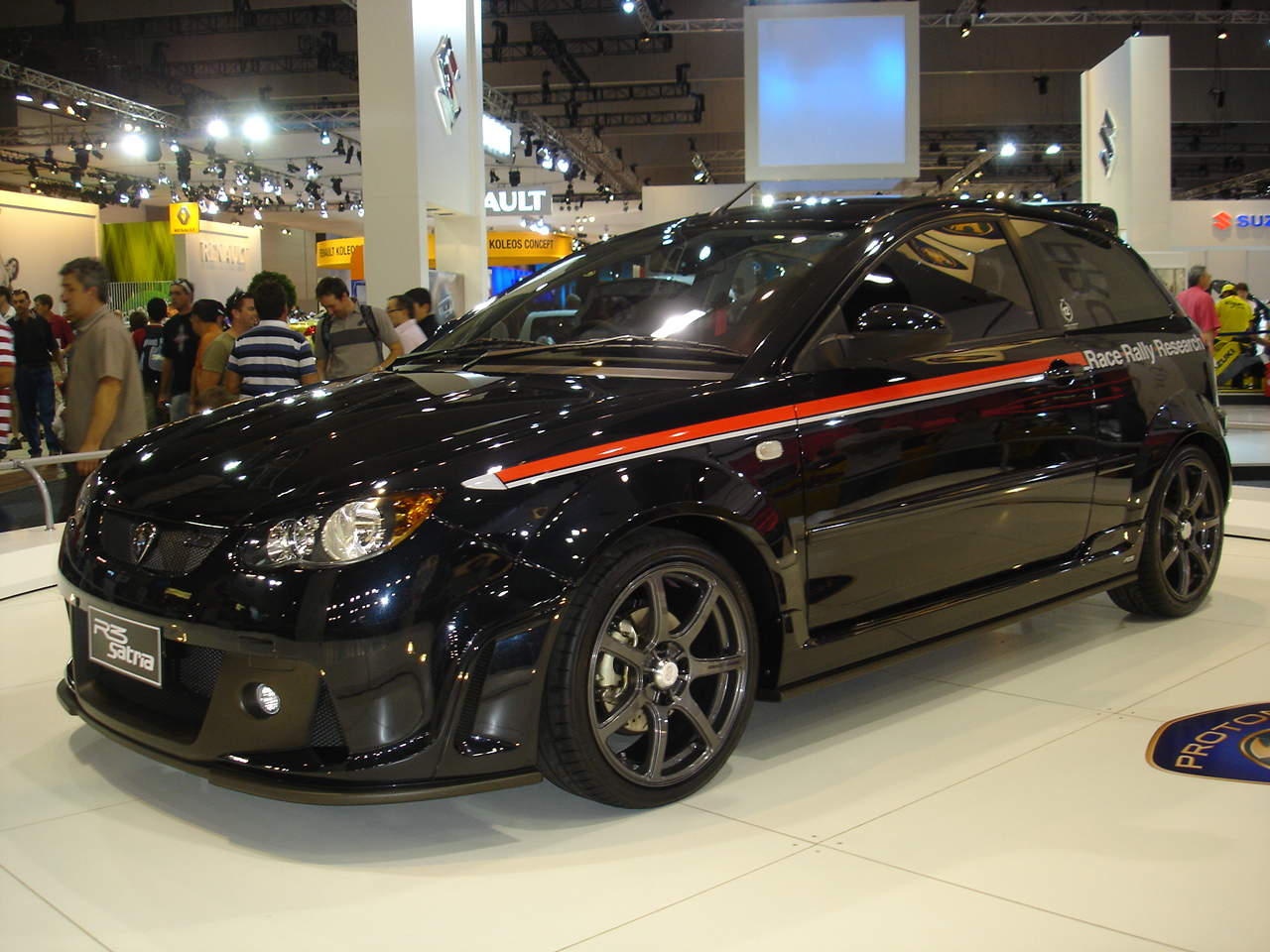
Der Proton Satria R3 (2008) auf der Melbourne Motor Show

Der Satria Neo wurde im Juni 2006 als Nachfolger des ersten Satria eingeführt und ist ein eigenständiges mit Lotus entwickeltes Modell der Kompaktklasse mit Quermotor und Frontantrieb. Er steht auf einer neuen, bei Proton selbst entwickelten Plattform, die Anleihen bei den größeren Modellen Gen-2 und Waja machte. Zurzeit ist der Wagen nur als dreitüriges Schrägheck erhältlich. Die Entwicklung kostete 500 Mio. RM und dauerte vier Jahre. Sie sollte Proton ein monatliches Verkaufsvolumen von 2000 bis 2500 Fahrzeugen sichern. Der Wagen soll „jung und sportlich“ sein und wurde vom früheren malaysischen Premierminister Abdullah Ahmad Badawi vorgestellt.
Basismotor ist ein Reihenvierzylinder mit zwei obenliegenden Nockenwellen, der 1,3 l Hubraum besitzt, 94 PS (69 kW) bei 6000 min−1 leistet und ein Drehmoment von 120 Nm bei 4000 min−1 liefert. Das Modell M und das Spitzenmodell H werden gleichermaßen von einer 1,6 l-Version des gleichen Motors angetrieben, der 110 PS (81 kW) bei 6000 min−1 leistet und ein Drehmoment von 148 Nm bei 4000 min−1 entwickelt. Beide Modelle besitzen Radios mit RDS-System. Für alle Modelle gibt es neben dem serienmäßigen, manuellen Fünfganggetriebe vierstufige Automatikgetriebe von Mitsubishi, die vom Vorgängermodell übernommen wurden. Das Modell H besitzt Sicherheitsausstattungen wie zwei Airbags, ABS, EBD und Gurtstraffer. Alle Modelle haben einen Blaupunkt-CD-Spieler eingebaut.
Kritisiert werden die geringe Kopf- und Beinfreiheit für die Rücksitzpassagiere (auch im Vergleich zum Vorgängermodell) und die eher bescheidene Leistung im Vergleich mit dem Satria GTi. Auch die bekannte Drehmomentschwäche des Campro-Motors von Proton ist deutlich spürbar. 

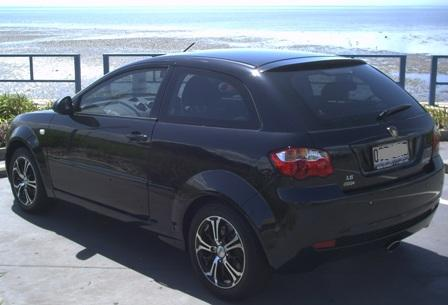
Proton Satria Neo GX (2008) in Queensland, Australien

### MEM Proton Satria Neo Super 2000 Rally Car
Mellors Elliot Motorsport (MEM) baute einen Super 2000-Rennwagen auf Basis des Proton Satria Neo. Angetrieben wird der Wagen vom 1,8 l-Motor des Waja. 

### Proton Satria Neo CPS
Im Februar 2009 brachte Proton die CPS-Version des Satria Neo heraus, die das Spitzenmodell H ersetzte. Sie hat aggressiv aussehende Tuningteile und Spoiler, die an den Satria GTi erinnern. Angetrieben wird der Wagen vom 1,6 l-Campro-CPS-Motor, der 125 PS (92 kW) Leistung und 150 Nm Drehmoment liefert, und nachweislich nicht unter der Drehmomentschwäche der alten Campro-Motoren leidet. Der Ventiltrieb wurde gegenüber den Modellen Waja, Gen-2 und Exora so verändert, dass er aggressivere Fahrweise unterstützt.

### Proton Satria Neo R3 Lotus Racing
Mit der Vorstellung des auf 25 Exemplare limitierten Sondermodells Satria Neo R3 Lotus Racing am 30. März 2010 hat Proton die Öffentlichkeit irgendwie erschreckt. Der RM115k verfügt gegenüber dem Satria Neo CPS nochmals über einige Verbesserungen. Von außen unterscheidet er sich nicht so sehr, aber seine Ausstattung ist umfassend. Der Motor ist wie beim ersten R3 getunt und besitzt eine spezielle Motorsteuerung, R3-Nockenwellen mit einstellbaren Aluminiumnocken und ein spezielles Auspuffsystem. Der R3-Einlass ist aus CFK und hat einen K&N-Luftfilter. Die Antriebsübersetzungen sind verändert, so dass sie mit der höheren Motorleistung harmonieren. Somit leistet dieser Motor ca. 13,8 % mehr als der normale Campro-CPS. Die Motorleistung liegt jetzt bei 145 PS (107 kW) und das Drehmoment bei 168 Nm. Die Höchstgeschwindigkeit des Wagens liegt bei 205 km/h und die Beschleunigung von 0 bis 100 km/h beträgt 9,2 s.
Neben den Motorverbesserungen wurden auch das Fahrwerk und das Handling durch den Einsatz von Öhlins-Federbeinen verbessert. Auf den 16″-Felgen von Advanti sitzen Bridgestone Adrenalin-Reifen. Vierkolben-Bremsen von AP Racing komplettieren das Bild.
Der Innenraum blieb fast unverändert, aber das Armaturenbrett hat nun eine grünliche Farbe, die zum grünen Emblem von Lotus passt. Es gibt einen Startknopf und grünes Nappaleder. Pedale und Schaltknopf sind aus Aluminium.

### Technische Daten
|                                             | Neo R3                      |
| Motorkenndaten                              |                             |
| Motortyp                                    | R4-Ottomotor                |
| Hubraum                                     | 1597 cm³                    |
| max. Leistung bei min−1                     | 93 kW (125 PS) / 6500       |
| max. Drehmoment bei min−1                   | 150 Nm / 4500               |
| Kraftübertragung                            |                             |
| Antrieb                                     | Vorderradantrieb            |
| Getriebe, serienmäßig                       | Schaltgetriebe              |
| Getriebe, optional                          | (Automatikgetriebe)         |
| Messwerte                                   |                             |
| Länge × Breite × Höhe                       | 3898 mm × 1745 mm × 1434 mm |
| Höchstgeschwindigkeit                       | 190 km/h (185 km/h)         |
| Beschleunigung, 0–100 km/h                  | 10,5 s (12,9 s)             |
| Kraftstoffverbrauch auf 100 km (kombiniert) |                             |
| Tankinhalt                                  | 55 l                        |